# 中國西北航空2119號班機空難
中國西北航空2119號班機空難發生於1993年7月23日14時41分，該班機當天準備從银川西花园机场前往北京首都國際機場，但飛機在跑道滑跑準備起飛時發生機械故障而無法升空。飛機最終衝出跑道墜入附近的湖中，機上54名乘客和1名機組人員遇難，58人生還。

## 失事飛機和乘客
失事飛機是英國航太所生產的BAe 146-300支線客機，使用四具莱康明（Lycoming）LF507-1H引擎，生產編號為E.3215，飛機註冊編號為B-2716。飛機於1992年12月5日首飛，截至空難前累計飛行時間達到500小時。
失事飛機上搭載有108名乘客和5名機組人員，其中大多數乘客來自中國，但也有一些外國乘客。英國駐華大使館證實機上有一名英國女子。除此之外，機上還有一名英屬香港居民、一名法國人和另一名未能確定國籍的人士。

## 事件經過及起因

飛機失事後，救援人員在檢查殘骸。

該班班機於事發當天14時25分售出最後一張機票。班機原定於14時30分起飛，但實際上班機比預定起飛時間延遲了10分鐘，直至14時40分才起飛。起飛後不久就發生了空難。
這起空難是因為飛機襟翼發生機械故障而造成的。飛行員在飛機滑跑前已經將襟翼位置設定好，但右側襟翼在飛機在跑道滑跑時突然發生故障並收回。這個故障使飛機升力不足，無法升空離地，機尾部分擦地。飛行員被迫決定中斷起飛。但飛機由於故障發生時已達到仰轉速度（VR），速度太快而無法在跑道內停下，飛機最終衝出跑道並墜入湖中。
飛機失事後，機身解體變成碎片陷入水中，使救援難度加大。事後，上百名軍人和警察到達現場參與救援，時任國務院副總理邹家华和中國民用航空局局長蔣祝平也前往銀川展開空難調查。

## 大眾文化
其中一名倖存者王嘉鹏在空難後腰椎暴裂骨析，双下肢瘫痪，大脑积水受损。此後，他凭借着個人毅力及其母親的照顧，克服生活和學習上的困難，並於1998年成為挪威挪迪克世界联合学院在中國大陸招收的唯一一名學生。王嘉鹏在世界聯合學院學習期間，創作了《撑起生命的蓝天》一書。他的這段經歷也被改編拍攝成同名電視劇，並由他本人主演。2008年7月1日，王嘉鹏成為北京奧運銀川站火炬傳遞的第6棒火炬手，王嘉鹏后来于2015年创立常熟世界联合学院。

## 外部連結
- Fatal BAe146/Avro RJ100 Plane Crashes（页面存档备份，存于）（英文）